# NGC 5347
NGC 5347 (również PGC 49342 lub UGC 8805) – galaktyka spiralna z poprzeczką (SBab), znajdująca się w gwiazdozbiorze Psów Gończych. Odkrył ją William Herschel 2 maja 1785 roku. Należy do galaktyk Seyferta typu 2.